# San Pedro Teozacoalco
San Pedro Teozacoalco es una localidad del estado mexicano de Oaxaca. Es cabecera del municipio de San Pedro Teozacoalco.

## Demografía
| Censo | Población |
| ----- | --------- |
| 1900  | 753       |
| 1910  | 671       |
| 1921  | 390       |
| 1930  | 354       |
| 1940  | 480       |
| 1950  | 848       |
| 1960  | 613       |
| 1970  | 864       |
| 1980  | 663       |
| 1990  | 470       |
| 1995  | 365       |
| 2000  | 386       |
| 2005  | 444       |
| 2010  | 454       |
| 2020  | 458       |